# Kloster Foucarmont
Das Kloster Foucarmont (Fulcardi mons) ist eine ehemalige Zisterzienserabtei in Frankreich. Es lag in der Gemeinde Foucarmont im Arrondissement Dieppe, Département Seine-Maritime, Region Normandie, rund 18 Kilometer nordöstlich von Neufchâtel im Tal der Yères.

## Geschichte
Das im Jahr 1130 von Henri I., dem Grafen von Eu, gestiftete Kloster gehörte der Kongregation von Savigny an, schloss sich mit dieser im Jahr 1147 dem Zisterzienserorden an und unterstellte sich der Filiation der Primarabtei Clairvaux. Die Abtei diente den Grafen von Eu als Begräbnisstätte. Ihr Konvent zählte zeitweise 60 Mönche. Das Kloster besaß eine Fliesenproduktion und Töpferei. Das Chanson de Ciperis de Vignevaux entstand im Kloster Foucarmont. 
Das 1191 gegründete Kloster Lieudieu im Département Somme war eine Filialgründung von Foucarmont.
Der Hundertjährige Krieg und die Religionskriege führten zum Niedergang des Klosters, das abgebrochen, aber 1625 wieder aufgebaut wurde. Im Verlauf der französischen Revolution wurde das Kloster 1791 endgültig aufgehoben und abgebrochen. Das Baumaterial wurde zum Bau des Château des Hirondelles verwendet.

## Bauten und Anlage
Erhalten haben sich Teile der Umfassungsmauer aus dem Jahr 1698 sowie Reste der Konventsbauten, eine Grangie aus dem 16. Jahrhundert, die Mühle aus dem Jahr 1738 sowie ein wappengeschmücktes Portal aus dem 18. Jahrhundert. Die Pfarrkirche von Foucarmont besitzt verschiedene Ausstattungsstücke aus der Abteikirche. In das Museum von Neufchâteau ist eine illuminierte Bibel aus dem 13. Jahrhundert gelangt.

## Äbte
- Jean Pelletier († 1645)
- Julien Paris († 1672)